# Gaetano
Gaetano  è un nome proprio di persona italiano maschile.

## Varianti
- Maschili:
  - Ipocoristici: Tano[7]
  - Alterati: Gaetanino, Gaetanello[2]
- Femminili: Gaetana[1][2][6][8]
  - Alterati: Gaetanina, Gaetanella[2]

### Varianti in altre lingue
- Asturiano: Caetanu, Caitano[9]
- Basco: Kadet, Kaitan[9]
- Catalano: Caetà, Caietà, Gaietà[9]
- Ceco: Kajetán[3]
- Francese: Gaëtan, Gaétan[3][4]
  - Femminili: Gaétane, Gaëtane[8]
- Galiziano: Caetano, Caitán[9]
- Inglese: Cajetan[3]
- Latino: Caietanus[1][3][4][9]
- Lombardo: Gaitan[10]
  - Ipocoristici: Tanoeu[10]
- Polacco: Kajetan[3]
- Portoghese: Caetano[3][4]
  - Femminili: Caetana[8]
- Slovacco: Kajetán[3]
- Spagnolo: Cayetano[3][9]
  - Femminili: Cayetana[8]
- Tedesco: Kajetan[4], Cajetan[4]
- Ungherese: Kajetán[3]

## Origine e diffusione

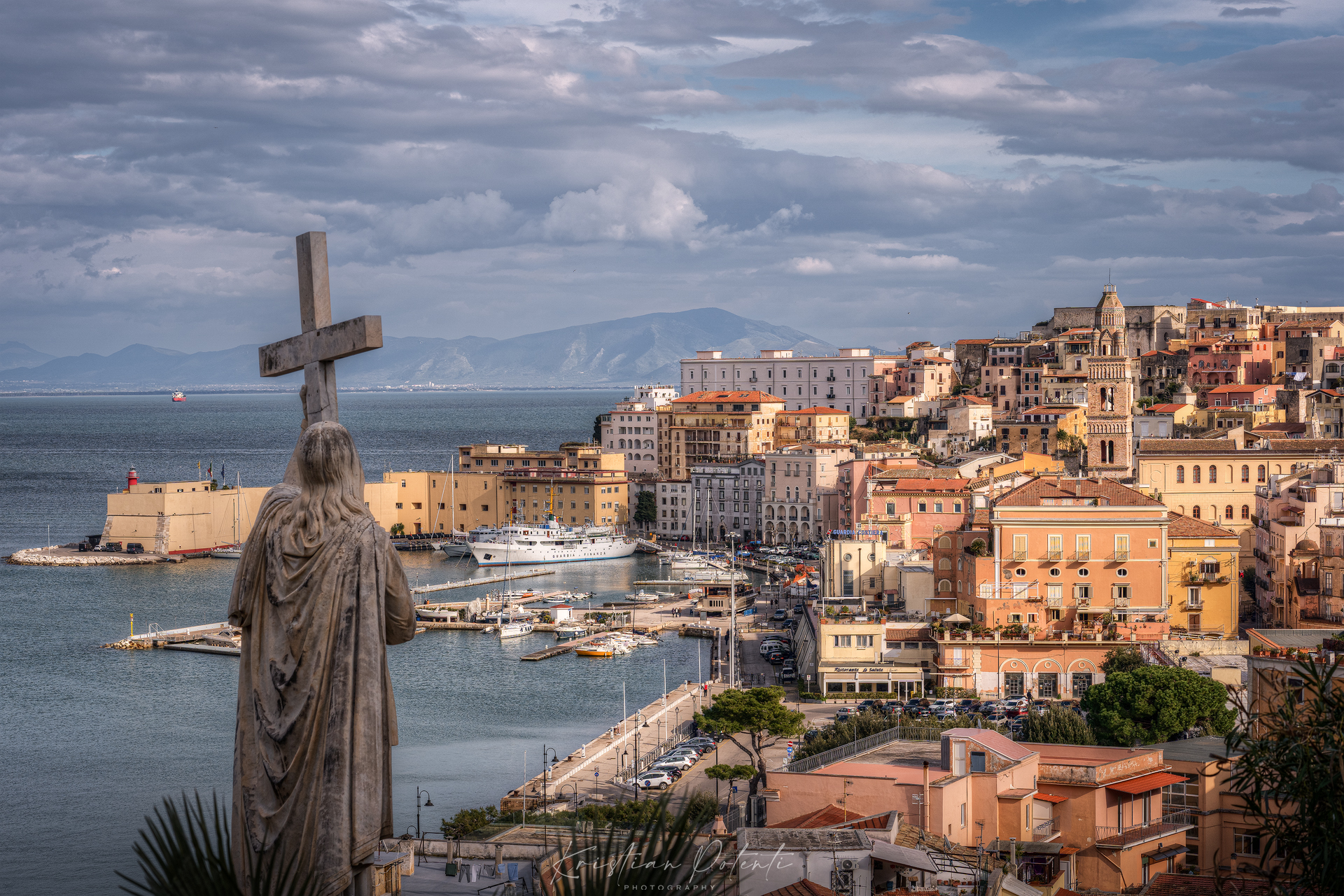
Vista di Gaeta dal tempio di San Francesco

Deriva dal nome personale tardo latino Caietanus, attestato negli Epigrammi di Marziale (VIII, 37); in origine era un cognomen di stampo etnico, che indicava una persona nata a (o proveniente da) Gaeta. Secondo la tradizione, questa città del basso Lazio dovrebbe il suo nome (in latino Caieta) a Caieta, la nutrice di Enea, che vi sarebbe stata sepolta; altre fonti lo riconducono invece a vocaboli greci come καιετός (kaietós, "fessura causata da un terremoto", da καιάδας, kaiádās, "fossa", "caverna") o καίω (kaíō, "bruciare", perché lì vi prese fuoco la flotta troiana).
A partire dalla fine del Cinquecento si è diffuso, prevalentemente in Sud Italia, grazie al culto di san Gaetano Thiene, sacerdote vicentino che operò nel napoletano; negli anni settanta se ne contavano circa 173 000 occorrenze, più altre 40 000 del femminile, diffuse soprattutto in Campania e Sicilia. In Germania viene talvolta usato dalla popolazione cattolica in onore di Tommaso De Vio, detto "il Cardinal Caetano o il Gaetano", un eminente cardinale nativo di Gaeta che si oppose a Martin Lutero dopo essere stato inviato in Germania da papa Leone X per tentare di arginare la Riforma.

## Onomastico
L'onomastico viene festeggiato solitamente il 7 agosto in memoria di san Gaetano Thiene, detto il Santo della Provvidenza, cofondatore dell'Ordine dei Chierici Regolari Teatini. Si ricordano con questo nome anche altri due santi: Gaetano Catanoso, sacerdote, fondatore delle Suore veroniche del Volto Santo (4 aprile e 20 settembre) e Gaetano Errico, fondatore dei Missionari dei Sacri Cuori di Gesù e Maria (29 ottobre).
Tra i beati si ricordano inoltre, alle date seguenti:
- 19 aprile, beata Gaetana "Nuccia" Tolomeo, laica[11]
- 8 agosto, beato Gaetano Giménez Martín, sacerdote, uno dei martiri della guerra civile spagnola[11]
- 15 agosto, beato Gaetano Clausellas Ballvé, sacerdote, uno dei martiri della guerra civile spagnola[11]
- 26 novembre, beata Gaetana Sterni, fondatrice delle Suore della divina volontà[11]

## Persone

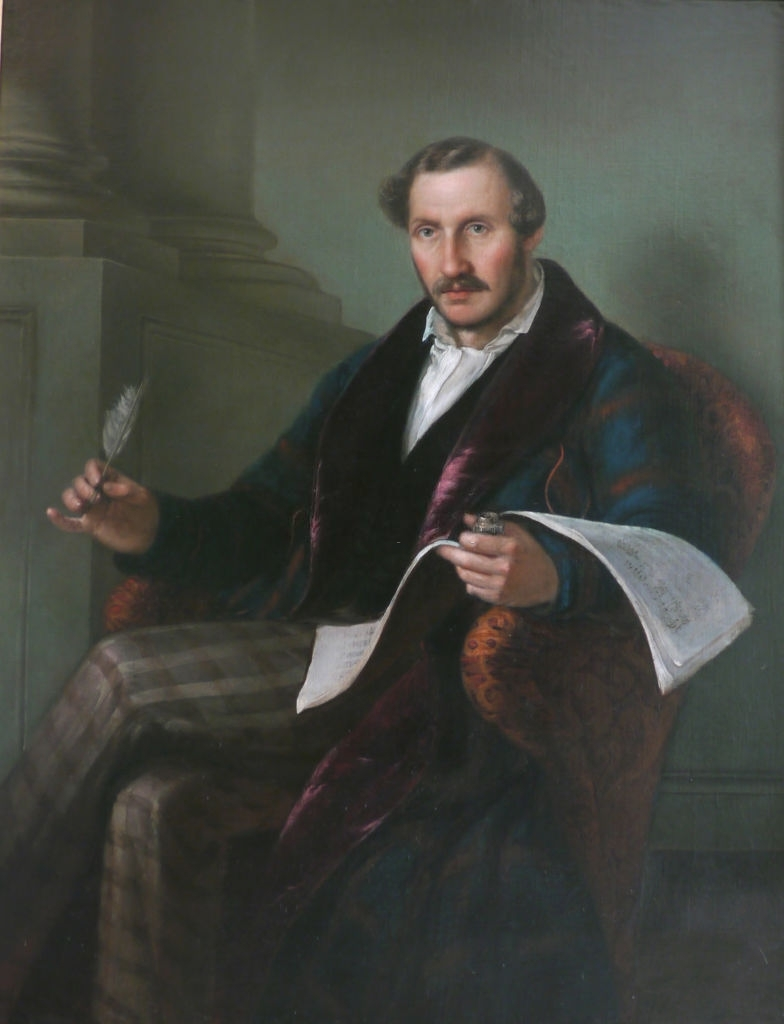
Gaetano Donizetti

Gaetano Scirea

- Gaetano Badalamenti, mafioso italiano
- Gaetano Bedini, cardinale e arcivescovo cattolico italiano
- Gaetano Bresci, anarchico italiano
- Gaetano Bruno, calciatore italiano
- Gaetano Curreri, cantautore, tastierista e compositore italiano
- Gaetano Donizetti, compositore italiano
- Gaetano Manfredi, politico e ingegnere italiano
- Gaetano Moroni, bibliografo, dignitario pontificio, bibliofilo, poligrafo ed erudito italiano
- Gaetano Salvemini, storico, politico e antifascista italiano
- Gaetano Scirea, calciatore italiano
- Gaetano Thiene, presbiterio italiano
- Gaetano Tognetti, patriota e rivoluzionario italiano
- Gaetano Varcasia, attore, doppiatore e regista teatrale italiano

### Variante Gaëtan
- Gaëtan Bong, calciatore camerunese naturalizzato francese
- Gaëtan Brulotte, scrittore, sceneggiatore, saggista, drammaturgo e critico d'arte canadese
- Gaëtan de Rochebouët, politico francese
- Gaëtan du Bot, educatore, imprenditore e partigiano francese
- Gaëtan Dugas, steward franco-canadese, a lungo creduto il "paziente zero" dell'HIV

### Variante Cayetano

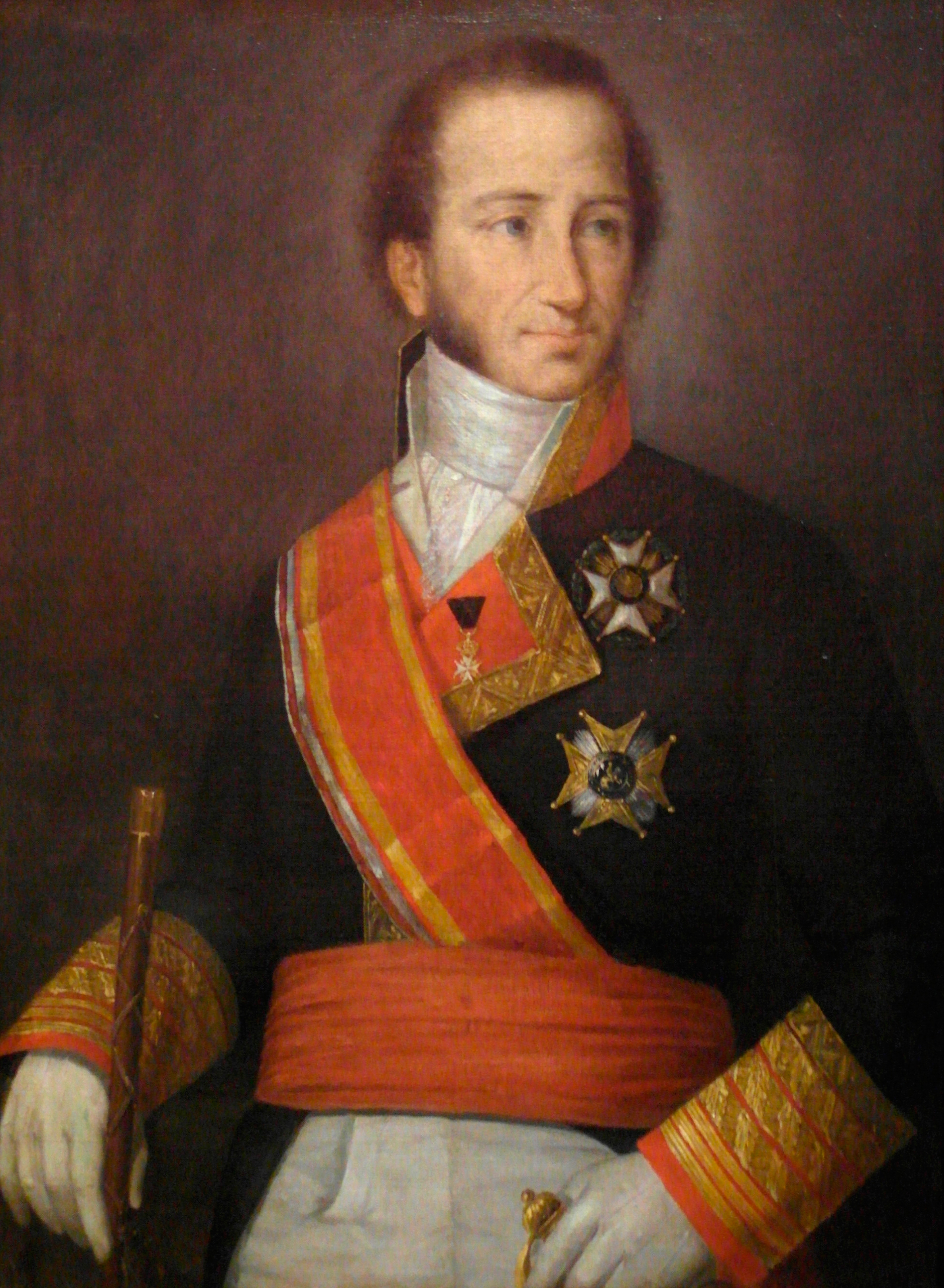
Cayetano Valdés y Flores

- Cayetano Pignatelli, generale ed esploratore spagnolo
- Cayetano Ré, calciatore e allenatore di calcio paraguaiano
- Cayetano Ripoll, insegnante e patriota spagnolo
- Cayetano Valdés y Flores, generale, ammiraglio ed esploratore spagnolo

### Altre varianti maschili

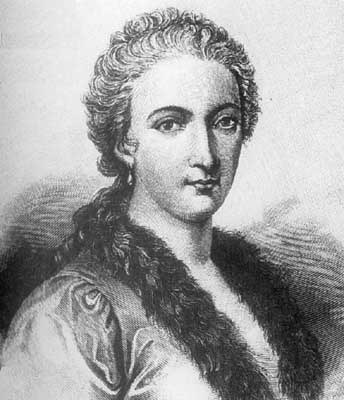
Maria Gaetana Agnesi

- Gaétan Boucher, pattinatore canadese
- Kajetan Mérey, diplomatico austro-ungarico
- Cajetan Anton Notthafft von Weißenstein, principe-prevosto di Berchtesgaden
- Caetano Calil, calciatore brasiliano
- Caetano Veloso, cantautore e chitarrista brasiliano
- Kajetan von Bissingen-Nippenburg, ufficiale e politico austriaco

### Varianti femminili
- Maria Gaetana Agnesi, matematica, filosofa, teologa e filantropa italiana
- Cayetana Álvarez de Toledo, giornalista, storica e politica spagnola
- Gaetana Andolfati Goldoni, attrice teatrale italiana
- Gaetana Aulenti, vero nome di Gae Aulenti, designer e architetta italiana
- Cayetana Fitz-James Stuart, nobile spagnola
- Cayetana Guillén Cuervo, attrice e conduttrice televisiva spagnola
- Gaëtane Thiney, calciatrice francese

## Il nome nelle arti
- Gaetano è una canzone del cantautore Calcutta.
- Gaetano è il protagonista del romanzo del 1852 La cieca di Sorrento scritto da Francesco Mastriani.
- Gaetano è il protagonista del film del 1981 Ricomincio da tre, interpretato e diretto da Massimo Troisi.
- Gaetano Cannavacciuolo è il nome di un personaggio nella commedia Bene mio e core mio di Eduardo De Filippo.
- Cayetana Sotelo Ruz è un personaggio della telenovela spagnola Una vita.